# Belgica (metrostation)
Belgica is een station van de Brusselse metro, gelegen in Jette, vlak bij de grens met Sint-Jans-Molenbeek.

## Geschiedenis
Station Belgica werd geopend op 6 oktober 1982 samen met Bockstael, Pannenhuis, Simonis en Ossegem ter verlenging van metrolijn 1A vanuit Beekkant naar Bockstael. Sinds de herziening van het metronet in 2009 bedient metrolijn 6 dit station.
In 2009 werd dit metrostation grondig verbouwd tot een soort permanente tentoonstelling, in verband met het klimaat gekoppeld aan de Zuidpoolexpeditie van het schip Belgica. De oude perronstructuren en wandmozaïeken werden verwijderd. Nieuwe betegeling en perroninfrastructuur werden aangebracht terwijl de wanden in de lengte bekleed werden met grote informatieborden.

## Situering
Het metrostation bevindt zich parallel aan spoorlijn 28, nabij de Belgicalaan en het Philippe Werrieplein. Bovengronds is er aansluiting voorzien met tramlijn 51 en buslijn 14 van de MIVB.

## Kunst
Onder de titel Belgica ontwierp Camiel Van Breedam een stalen beeldhouwwerk naast een van de toegangen van het station. Het werk verwijst naar het gelijknamige schip. Boven een van de toegangen zijn zeven bogen in de kleuren van de regenboog geplaatst. Door een lichtkoepel over de gehele lengte van het dak valt er daglicht op het eilandperron. De kleurstelling van het station verwijst sinds de verbouwing van 2009 naar de polen, waarbij op de wanden een schildering met als thema de Zuidpoolexpeditie van het schip de Belgica te zien is. Voor de verbouwing had het station met een mosgroene beschildering een veel donkerdere uitstraling.

## Afbeeldingen

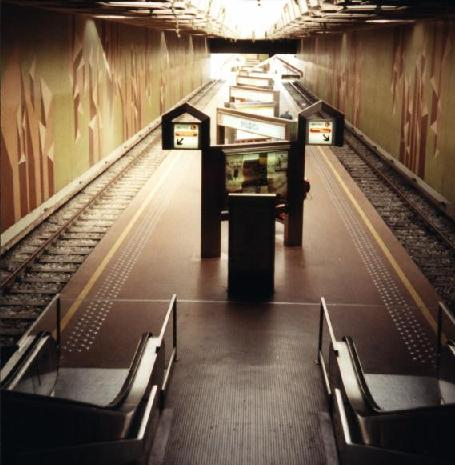
Het metrostation Belgica voor de verbouwingen in 2009.
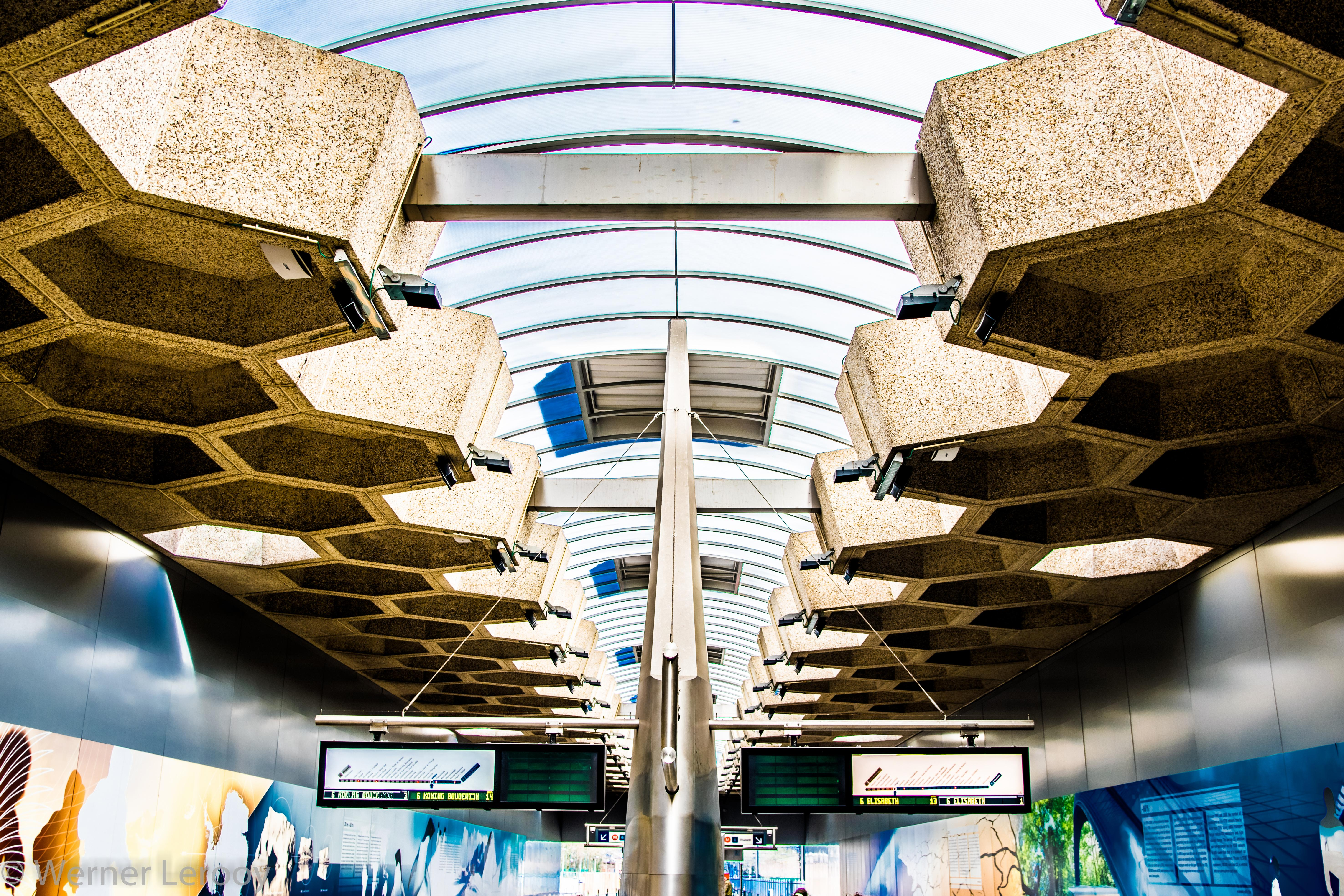
Het metrostation Belgica in 2017.